# Cavernas de Velebit
A Caverna Velebit é uma imensa queda vertical que foi localizada na Croácia com um lance livre de 516 metros do topo à sua base. A caverna está localizada em uma montanha de mesmo nome.